# Kako
 Ovo je glavno značenje pojma Kako. Za rijeku u Gvajani pogledajte Kako (rijeka).
Kako (stsl. kako) je naziv za slovo glagoljice i stare ćirilice. 
Koristilo se za zapis glasa /k/, te u glagoljici kao broj 40. Oblik slova nije objašnjen.
Standard Unicode i HTML ovako predstavljaju slovo kako u glagoljici:
|                   | Unikod | Unikod                         | HTML     | HTML | izgled ovisi o pregledniku | poveznice (engl.)                |
| k. točka          | naziv  | kod                            | entitet  |      | izgled ovisi o pregledniku | poveznice (engl.)                |
| ----------------- | ------ | ------------------------------ | -------- | ---- | -------------------------- | -------------------------------- |
| veliko slovo kako | U+2C0D | GLAGOLITIC CAPITAL LETTER KAKO | &#x2C0D; | nema | Ⰽ                          | detaljni podaci test preglednika |
| malo slovo kako   | U+2C3D | GLAGOLITIC SMALL LETTER KAKO   | &#x2C3D; | nema | ⰽ                          | detaljni podaci test preglednika |

## Vanjske poveznice
- Definicija glagoljice u standardu Unicode (PDF) (eng.)
- Stranica R. M. Cleminsona, s koje se može instalirati font Dilyana koji sadrži glagoljicu po standardu Unicode (eng.)